# Паудър Ривър
Окръг Паудър Ривър (на английски: Powder River County) е окръг в щата Монтана, Съединени американски щати. Площта му е 8542 km², а населението - 1752 души (2017). Административен център е град Броудъс.